# İMC TV
İMC TV (Eigenschreibweise imc tv) war ein landesweiter türkischer Fernsehsender. Er wurde häufig als „prokurdisch“ beschrieben, obwohl İMC diese Einordnung ablehnte. Jedoch berichtete der Sender ausführlich über den bewaffneten Konflikt zwischen Regierungstruppen und PKK in der Südosttürkei. İMC TV ging am 1. Mai 2011 auf Sendung. Sitz des Senders war Istanbul; Gründer und Chefredakteur war der aus Deutschland stammende Journalist Eyüp Burç.

## Programm
İMC strahlte eine Talkshow-Serie mit dem Namen „Gamurç / Köprü“ („Brücke“ auf Armenisch und Türkisch) aus. Dies war die erste türkische Sendung, die sich mit dem bis heute angespannten türkisch-armenischen Verhältnis auseinandersetzte. Das bekannteste Gesicht des Senders war die Moderatorin Banu Güven, die seit Anfang 2014 für İMC TV tätig war.
İMC TV galt als einer der letzten unabhängigen Nachrichtenkanäle in der Türkei. Gunnar Köhne (Deutschlandfunk) schätze die Unabhängigkeit des Senders 2013 wie folgt ein: „Ob über die Kurdenfrage, Gewerkschaften oder die Proteste vom Taksim-Platz: IMC konnte über all das bislang unbehelligt berichten.“

## Staatlicher Druck
Die Situation für den Sender wurde während der Präsidentschaft Recep Tayyip Erdoğans allerdings zunehmend schwieriger. In einem Interview mit dem Norddeutschen Rundfunk (Sendung Zapp) Anfang Februar 2016 gab der İMC-Chefredakteur Burç an, der Sender werde vom Staat und Fernsehrat unter Druck gesetzt. Für kritische Aussagen von Gästen in İMC-Sendungen werde der Sender verantwortlich gemacht. Es liefen mehrere Verfahren und der Sender habe wiederholt hohe Geldstrafen zahlen müssen. Letztlich drohe ein Verlust der Sendelizenz.
Am 24. Februar 2016 forderte die türkische Generalstaatsanwaltschaft das Generaldirektorium von Türksat auf, İMC wegen Propaganda für die verbotenen kurdischen Organisationen Arbeiterpartei Kurdistans (PKK) und Union der Gemeinschaften Kurdistans (KCK) die Satellitenfrequenz zu entziehen. Sie wurde am 26. Februar – während eines Live-Interviews mit den kurz zuvor aus der Untersuchungshaft entlassenen Journalisten Can Dündar und Erdem Gül – abgeschaltet. Türksat beendete den Vertrag mit İMC TV wegen Gefährdung der „nationalen Sicherheit“. Zwischenzeitlich war der Sender nur über das Internet empfangbar, ab 29. Februar wurde er über den Satelliten Hot Bird 13° Ost ausgestrahlt, der allerdings von weniger Zuschauern in der Türkei empfangen wird.
Am 30. April 2016 wurde der Nachrichtenchef Hamza Aktan von der Polizei in seiner Wohnung in Istanbul festgenommen und wegen der Veröffentlichung von Twitter-Nachrichten zum Verhör mitgenommen.

## Schließung und Abwicklung
Nach dem Putschversuch vom Juli 2016 wurde der Sender am 29. September 2016 zusammen mit rund 20 weiteren Rundfunk- und Fernsehsendern per Beschluss der staatlichen Aufsichtsbehörde RTÜK geschlossen.
Im Spätsommer 2017 wurde das der staatlichen Treuhandanstalt TMSF übergebene Eigentum des Senders (vor allem Lizenzen und das technische Equipment) von dieser meistbietend versteigert. Eyüp Burç, der Gründer des Senders, machte demgegenüber geltend, dass die fraglichen Dinge nicht dem Sender gehören würden – und dass İMC TV im Gegensatz zu den meisten übrigen der nach dem Putschversuch geschlossenen Medien niemals per Notstandsdekret geschlossen wurde, weshalb die Zwangsversteigerung selbst unter den Bedingungen des Ausnahmezustandes illegal sei. Burç kündigte an, auch diesen Umstand in der Klage vor dem Europäischen Gerichtshof für Menschenrechte zu berücksichtigen.